# Liste des attractions de Disneyland
Le parc Disneyland en Californie est le premier des parcs Disney, de plus le seul « Royaume enchanté » conçu et vu par Walt Disney. Il a été inauguré le 17 juillet 1955. Il fut construit en un peu plus d'un an par les équipes de Walt Disney Imagineering.
Le parc a été construit sur une ancienne orangeraie d'Anaheim de 73 hectares, dans le comté d'Orange, à une trentaine de kilomètres au sud-est de Los Angeles. Seuls 37 hectares constituent le parc proprement dit, c'est le plus petit des royaumes enchantés de Disney.
Le parc fait partie du complexe Disneyland Resort qui comprend aussi un autre parc, Disney California Adventure, plusieurs hôtels et une zone commerciale.
Les attractions en italiques sont fermées.

## Main Street USA
- Disneyland Railroad (1955-)
- Main Street Cinema (1955-)
- Main Street Vehicles (1955-)
- Carefree Corner (1956-1996)
- Great Moments with Mr. Lincoln (1965-)
- Walt Disney Story (1973-2005)

## Adventureland
- Jungle Cruise (1955-)
- Swiss Family Treehouse (1962-1999)
- Enchanted Tiki Room (1963-)
- Indiana Jones Adventure (1995-)
- Tarzan's Treehouse (1999-)

## New Orleans Square
- Pirates of the Caribbean (1967-)
- Haunted Mansion (1969-)
- Disney Gallery (1987-)

## Critter Country
- Davy Crockett's Explorer Canoes (1971-)
- Country Bear Jamboree (1972-2001)
- Splash Mountain (1989-2023)
- Tiana's Bayou Adventure (2024-)
- Many Adventures of Winnie the Pooh (2003-)

## Frontierland
- Indian War Canoes (1956-1971) remplacé par Davy Crockett's Explorer Canoes
- Golden Horseshoe Revue (1955-1986)
- Mike Fink Keel Boats (1955-1997)
- Nature's Wonderland (1956-1977)
- Big Thunder Mountain (1979-)
- Golden Horseshoe Saloon (1955-)
- Mark Twain Riverboat (1955-2016 ; 2017-)
- Sailing Ship Columbia (1958-)
- Tom Sawyer Island (1956-2016 ; 2017-)

## Fantasyland
- Autopia (1955-)
- Baloo's Dressing Room (1991)
- Fantasyland Theater (1956-1981 ; 1985-)
- Motor Boat Cruise (1957-1993)
- Skyway (1956-1994)
- Sleeping Beauty Castle (1955-)
- Alice in Wonderland (1958-)
- Casey Jr Circus Train (1955-)
- Dumbo the Flying Elephant (1955-)
- It's a Small World (1966-)
- King Arthur Carrousel (1955-)
- Mad Tea Party (1955-)
- Matterhorn Bobsleds (1959-)
- Mr. Toad's Wild Ride (1955-)
- Pinocchio's Daring Journey (1983-)
- Peter Pan's Flight (1955-)
- Snow White's Enchanted Wish (1955-)
- Storybook Land Canal (1956-)

## Mickey's Toontown
- Gadget's Go Coaster (1993-)
- Roger Rabbit's Car Toon Spin (1996-)

## Tomorrowland
- Adventure Thru Inner Space (1967-1985)
- America Sings (1974-1988)
- America the Beautiful (1960-1984 ; 1996-1997)
- American Journeys (1984-1996)
- The Art of Animation (1960-1966)
- Astro Jets (1956-1966)
- Captain Eo (1986-1997)
- Carousel of Progress (1967-1973)
- Honey, I shrunk the audience (1998-2010)
- Circarama USA (1965-2001)
- Flight to the Moon (1967-1975)
- Flying Saucers (1961-1966)
- Innoventions (1998-2015)
- Magic Journeys (1984-1986)
- Maison du Futur de Monsanto (1957-1967)
- Mission to Mars (1975-1992)
- PeopleMover (1967-1995)
- Rocket Jets (1967-1997)
- Rocket Rods (1998-2000)
- Rocket to the Moon (1955-1966)
- Skyway (1956-1994)
- Space Mountain (1977-2003)
- Star Tours (1989-2010)
- Submarine Voyage (1959-1998)
- Viewliner (1957-1958)
- Wonders of China (1984-1996)
- Autopia (1955-)
- Astro Orbitor (1998-)
- Buzz Lightyear's Astro Blasters (2005-)
- Disneyland Monorail (1959-)
- Finding Nemo Submarine Voyage (2007-)
- Space Mountain (2005-)
- Star Tours: The Adventures Continue (2011-)

## Galaxy's edge
- Millennium Falcon: Smugglers run (2019-)
- Star Wars: Rise of the Resistance (2020-)

## Spectacles et parades
- Aladdin's Royal Caravan
- America on Parade
- Beauty and the Beast : Live on Stage
- Fantasy in the Sky
- Believe...
- Light Magic
- Main Street Electrical Parade
- Fantasmic!
- Parade of Dreams
- Remember... Dreams Come True